# Доња Ријека (Горња Ријека)
Доња Ријека је насељено место у саставу општине Горња Ријека у Копривничко-крижевачкој жупанији, Република Хрватска.

## Историја
До територијалне реорганизације у Хрватској налазила се у саставу бивше велике општине Крижевци.

## Становништво
На попису становништва 2011. године, Доња Ријека је имала 218 становника.

## Попис1991.
На попису становништва 1991. године, насељено место Доња Ријека је имало 281 становника, следећег националног састава:
| Попис 1991.‍ | Попис 1991.‍ | Попис 1991.‍ | Попис 1991.‍ | Попис 1991.‍ |
| ----------- | ----------- | ----------- | ----------- | ----------- |
|             |             |             |             |             |
| Хрвати      | Хрвати      |             | 281         | 100%        |
| укупно: 281 |             |             |             |             |